# Andebu kommun
Andebu kommun (norska: Andebu kommune) var en tidigare kommun i Vestfold fylke i Norge. Den gränsade i norr mot Lardals och Re kommuner, i öst mot Stokke kommun, i söder mot Sandefjords kommun och i väst mot Larviks kommun. Kommunvapnet representerade de tre socknar som utgjorde kommunen: Andebu, Kodal och Høyjord. 
Andebu var en jord- och skogsbrukskommun, men det fanns även industrier.

## Tätorter
- Andebu, centralort med 1 761 invånare
- Høyjord, 356 invånare
- Kodal, 925 invånare

## Historia
Norges äldsta bevarade kyrkbok är från Andebu. Den fördes av socknens präster från 1623 till 1738 och innehåller uppgifter om dop, vigslar och dödsfall i Andebu socken.
De tre kyrkorna i Andebu är från medeltiden: Andebu kirke, Høyjord stavkirke (Vestfolds enda stavkyrka, byggd 1150 - 1200) och Kodal kirke.
Inom ramen för den pågående kommunreformen i Norge kommer Andebu kommun från den 1 januari 2017 att gå upp i Sandefjords kommun.

### Administrativ historik
1878 överfördes ett område med 61 invånare från Hedrums kommun.
Den 6 februari 2015 ansökte kommunen om sammanslagning med Stokke och Sandefjords kommuner. Andebu slogs samman med Stokke og Sandefjord kommuner den 1 januari 2017 till Sandefjords kommun.

## Referenser

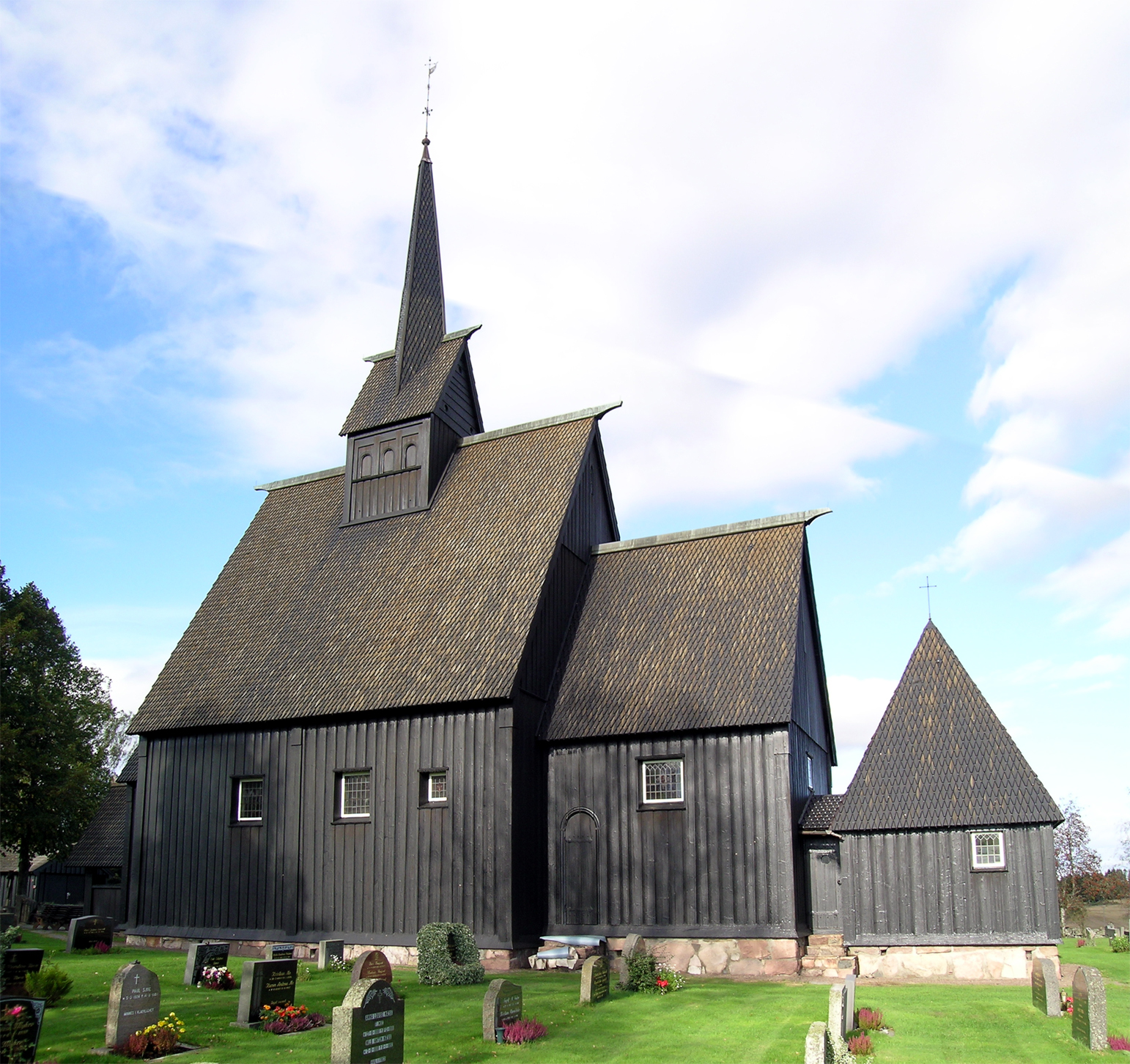
Stavkyrkan i Høyjord.